# Весь Луганськ в кишені
«Весь Луганскъ въ карманҌ» (укр. Весь Луганськ в кишені) — довідкове видання Е. Шнирліна і М. Кулашкіна російською мовою, що вийшло друком у 1912 році в Києві. Побутово-статистичне джерело з історії передреволюційного Луганська. За виглядом, складом і змістом, довідник повторює відомі до того часу довідники Санкт-Петербурга, Москви, Києва.

## Зміст
Як і в усіх подібних довідниках того часу, спочатку друкувався табель-календар на 1912 рік, із зазначенням днів тижня, свят, постів і зазначенням шанованих православних святих на кожен день. Потім йшов «Іноверческий Календар» з роздільним зазначенням свят вірмено-григоріанських, єврейських, магометанських і римо-католицьких. Завершувала перший розділ коротка довідка про імператорський дім Російської імперії.
Наступний розділ був довідковим «Справочный отдҍлъ», він розповідав про співвідношення різних мір, ваг і монет (валют інших країн). Потім розповідаються загальні правила роботи пошти і телеграфу (приймання і відправлення листів, телеграм, посилок, бандеролей), із зазначенням єдиних тарифів. А також багато іншої потрібної пересічному жителю інформації: пільги і звільнення від військової служби, таблиця обчислення відсотків на капітал в 100 карбованців, перша допомога при нещасних випадках і раптових захворюваннях. Третій розділ «Юридическій отдҍлъ» — юридична інформація про зміст Зводу законів, зразки та форми ділових паперів та багато іншої цінної інформації, що стосується векселів, апеляцій, заповітів, задатків, гербового паперу і зборів, закордонних паспортів і інших юридичних формальностей.
Четвертим розділом слідує блок реклами. Зокрема, Гірниче товариство Парового пивоварного заводу Я. Г. Прусський і В. В. Єфімов наполегливо переконують, що «Пиво — здоровий напій не тільки для здорових людей, але й часто і для хворих».
П'ятий розділ «Мҍстный отдҍлъ» присвячений місцевій історії, повідомляється багато цікавої статистичної інформації.
Розповідається про навчальні, культурно-оздоровці заклади, банки, товариства кредиту, страхувальні товариства, лікарні, аптеки, притулки і богодільні. Закінчується розділ розкладом руху пасажирських поїздів, тарифами за проїзд.
Останній розділ, «Славяносербській уҍздъ», розповідає про населення повіту, його природу й історію. Далі слідує короткий опис сільського господарства, кам'яновугільної та заводської промисловості, інших підприємств і ярмарків повіту. Наводиться досить повний список промислових підприємств з короткою характеристикою найбільш великих.